# Älvsby distrikt
Älvsby distrikt är ett distrikt i Älvsbyns kommun och Norrbottens län. Distriktet ligger omkring Älvsbyn i södra Norrbotten.

## Tidigare administrativ tillhörighet
Distriktet inrättades 2016 och utgörs av hela Älvsby kommun, där området fram till 1971 utgjorde Älvsbyns köping som 1969 införlivade Älvsby socken.
Området motsvarar den omfattning Älvsby församling hade 1999/2000.

## Tätorter och småorter
I Älvsby distrikt finns fyra tätorter och sex småorter.

### Tätorter
- Korsträsk
- Vidsel
- Vistträsk
- Älvsbyn

### Småorter
- Bredsel
- Nystrand
- Pålsträsk
- Sågfors
- Tvärån
- Övre Tväråsel